# Luftskib L 8
Luftskib L 8 (fabriksnr. LZ 33) var en M-klasse zeppeliner, som blev bygget på Luftschiffbau Zeppelin i Friedrichshafen og foretog sin første flyvning 17. december 1914. Det havarerede 5. marts 1915 i Belgien på sit 22. togt for den tyske Kaiserliche Marine.

## Stationeret i Düsseldorf
Luftskibet stationeredes i Düsseldorf og benyttedes til mest til rekognoscering ved Vestfronten.
Første kommandant var kaptajnløjtnant Meyer som i januar 1915 afløstes af kaptajnløjtnant Helmut Beelitz.

## Ankomst 27. februar 1915 til Gontrode
Sammen med hærens LZ 37 fra Zellik og LZ 38 fra Evere ved Bruxelles sendtes L 8 den 26. februar 1915 afsted på bombetogt vistnok mod London, men på grund af stærk modvind over Vestflandern måtte Beelitz vende om og L 8 ankom 27. februar 1915 til hærens nye hal i Gontrode i Østflandern.

## Det mislykkede bombetogt 4./5. marts 1915
Efter nogle dage i Gontrode fik Beelitz besked på at hæren selv skulle bruge sin hal og han fik luftskibet læsset med 70 brandbomber og lettede den 5. marts 1915 om eftermiddagen for at bombe Essex.
Beelitz havde svært ved at bestemme sin position, men brød gennem skydækket over Brugge og kl. 21 vest for Oostende.
Fra 300 meters højde affyredes fra luftskibet en signalraket, men det skulle man aldrig have gjort, for 5 km vest for Oostende ved Nieuwpoort begyndte ellers venligtsindede belgiere med maskingeværer og artilleri at gennemhulle luftskibet.
Beelitz måtte afbryde sin mission og besluttede at vende om mod Düsseldorf.
Imidlertid fik den forreste motor kølevandsproblemer og siden den bagerste port motor.
Omkring kl. 01 måtte Beelitz nødlande ved landsbyen Wommersom nær Tienen i Vlaams-Brabant øst for Bruxelles.

Roret og den bageste gondol fik fat i træerne og da stævnen ramte en række poppeltræer blev en del af besætningen slynget ud fra den forreste gondol.
Der har været meget modstridende oplysninger fremme om havariet, men ud af de 21 ombordværende døde formentlig kun en enkelt af sine kvæstelser, maskinist Friedrich Bense.
Kaptajnløjtnant Beelitz skal også have fået indre blødninger og hermed sluttede hans karriere som luftskibskommandant, men han fik siden arbejde ved Admiralitet.

## Eksterne links
1. ↑  Zeppelin L8 Arkiveret 2. april 2015 hos  Wayback Machine - luchtschipontploftboven.gent
2. ↑  LZ 33 bij Wommersom Arkiveret 2. april 2015 hos  Wayback Machine - bahavzw.be

- LZ 33 - luftschiff.de
- LZ33 Arkiveret 21. maj 2015 hos  Wayback Machine - sebastianrusche.com
- Lz33 - L8 Arkiveret 19. august 2014 hos  Wayback Machine - p159.phpnet.org (fransk)
- LZ33(L8) - air-ship.info (kinesisk)
- 05-Mar-1915 Zeppelin LZ.33 - Aviation Safety Network